# 九州殊口一
波江座39，又名BD-10 867，HD 26846、SAO 149478、HR 1318，是波江座的一颗恒星，视星等为4.87，位于銀經203.58，銀緯-39.45，其B1900.0坐标为赤經4h 9m 38.2s，赤緯-10° -39.45′ 16″。